# Bryn-Halden & Nitedals Tændstikfabrik
Bryn-Halden & Nitedals Tændstikfabrik A/S var en norsk tändstickstillverkare, som bildades 1927 genom sammanslagning av Nitedals Tændstikfabrik och Bryn & Halden Tændstikfabrik. Det var ett dotterföretag till Svenska Tändsticks AB (STAB) i Kreugerkoncernen och var den enda tillverkaren av tändstickor i Norge. 
Tändsticksproduktionen lades ned 1984, då företagets sista fabrik, Agnæs Tændstikfabrik i Stavern, som Nitedals ägt sedan 1887, stängde.

## Historik
Bryn & Halden bildades 1913. Det byggdes upp med fabriker i Halden, som hade grundats 1874 och Enebakk, som hade grundats 1866 och funnits från 1882 i Bryn i Oslo. Från 1922 skedde all produktion i Bryn & Halden i Bryn, efter det att fabriken i Halden brunnit ned. Fabriken i Bryn lades ned 1932.
Bryn-Halden & Nitedals fabrik i Grønvoll lades ned 1967. Flera av byggnaderna från 1936-1937 och ritade av bröderna Thorvald Astrup och Henning Astrup (1864–1896), samt delar av fabriken på Fyrstikksbakken i Bryn är bevarade. Nitedals gamla byggnad på Fyrstikkalléen 21 är delvis åter i bruk som del av den 2010 öppnade Fyrstikkalleen skole.